# 约瑟夫·马林科维奇
约瑟夫·米連高域（1851年9月15日—1931年5月13日）是塞尔维亚作曲家和合唱指挥家。于他同时代的斯特凡·斯托雅諾維奇·莫克拉尼亞茨相似，他致力于聲樂和合唱等音乐作品的创作，他善于创作基于民間音樂的无伴奏合唱作品以及爱国主义题材的合唱作品。米連高域是浪漫主義音樂作曲家，有着对旋律明显的亲和力。米連高域对作品中的作词朗诵投入了更多的关注，这在当时的塞尔维亚音乐中代表了一种相当新颖的品质。约瑟夫·米連高域是19世纪最重要的塞尔维亚作曲家之一。

## 生平
米連高域曾在1873年就读于布拉格管风琴学院，1881年在该校毕业；1886年至1887年，他在维也纳继续进行专业的研究。1881年至1900年，米連高域先后担任了贝尔格莱德歌唱协会（Belgrade Singing Society）和奧比利奇学术歌唱协会（Academic Singing Society Obilić）的总监，同时也曾担任过其他合唱团，如劳工歌唱协会（Laborers' Singing Society）和塞尔维亚犹太歌唱协会（Serbian-Jewish Singing Society）的总监。米連高域还曾在塞尔维亚东正教神学院（Serbian Orthodox Seminary）和师范预科学校（Teachers' Preparatory School）执教。米連高域于1907年进入塞尔维亚皇家学院（现今的塞爾維亞科學與藝術學院）执教。
作为一位具有独特浪漫主义风格的作曲家，米連高域经常运用塞尔维亚的民间旋律进行创作。米連高域多为男声合唱团创作爱国主义题材的音乐作品，如《直达内心的歌》（With a song to the heart）和《斯拉维亚》（Slavija），其中最为著名的是他在1876年创作的《人民议会》（Narodni zbor），该作品如进行曲般鼓舞人心，被认为是塞尔维亚人民充满活力的精神象征。他同时也创作混声合唱团的抒情作品和儿童合唱团的作品。米連高域根据民间曲调的组合创作了11部《科洛斯》（Kolos）。
在带有钢琴伴奏的合唱作品中，米連高域创作了《舒心之河》（Zadovoljna reka）和《水磨》（Potočara），以及爱国主义合唱作品《耶稣受难节》（Na Veliki petak）。在藝術歌曲的创作中，米連高域非常注意运用妥帖的措辞、轻快的旋律和富有表现力的钢琴伴奏来描绘某种理想的气氛。米連高域对基督教音樂的创作灵感多来自塞爾維亞正教會的圣歌，并且受到俄羅斯正教會圣歌的影响。由于米連高域经常修改他的音乐作品，因此同一作品可能有好几个不同的版本。